# Нгуєн Хоан Тхань
Нгуєн Хонг Тхакь (в'єт. Nguyễn Hồng Thạch) — в'єтнамський дипломат. Надзвичайний і Повноважний Посол В'єтнаму в Україні та в Молдові за сумісництвом (з 2020).

## Життєпис
У 1987 році закінчив Московський державний інститут міжнародних відносин. У 1997 році магістратуру Австралійського національного університету. У 2000 отримав доктора філософії в Університеті Нового Південного Уельсу, Австралія.
У 1990—1995 рр. — репортер, редактор Журналу міжнародних відносин, Міністерства закордонних справ В'єтнаму
У 2000—2002 рр. — співробітник Департаменту зовнішньої політики Міністерства закордонних справ В'єтнаму
У 2002—2005 рр. — Начальник редакторського відділу, заступник головного редактора «Доповідь про світ та В'єтнам» Міністерства закордонних справ В'єтнаму.
У 2005—2006 рр. — Заступник генерального директора, заступник керівника Департамент досліджень дипломатичної історії Міністерства закордонних справ В'єтнаму
У 2007—2010 рр. — радник Посольства В'єтнаму у США.
У 2010—2011 рр. — Заступник генерального директора Департаменту Південно-Східної Азії-Південної Азії-Південного Тихого океану Міністерства закордонних справ В'єтнаму
У 2011—2014 рр. — Генеральний директор Департаменту загальних питань та досліджень Центрального комітету партії з питань зовнішніх зв'язків
У 2014—2018 рр. — Надзвичайний і Повноважний Посол Соціалістичної Республіки В'єтнам до Ісламської Республіки Іран, одночасно акредитований в Сирії та Іраку.
У 2018—2020 рр. — головний редактор «Журнал зовнішніх зв'язків» Центрального комітету партії з питань зовнішніх зв'язків
З грудня 2020 року — Надзвичайний і Повноважний Посол Соціалістичної Республіки В'єтнам в Києві (Україна), одночасно акредитований в Молдові.
16 грудня 2020 року — вручив копії вірчих грамот заступнику міністра закордонних справ України
Євгенію Єніну.
4 березня 2021 року — вручив вірчі грамоти Президенту України Володимиру Зеленському.